# Distrikt Jircan
Der Distrikt Jircan, alternative Schreibweise: Distrikt Jircán, liegt in der Provinz Huamalíes in der Region Huánuco in Westzentral-Peru. Er wurde am 7. Oktober 1942 gegründet. Der Distrikt erstreckt sich über eine Fläche von 238 km². Im Distrikt wurden beim Zensus 2017 1493 Einwohner gezählt. Im Jahr 1993 lag die Einwohnerzahl bei 2006, im Jahr 2007 bei 2948. Sitz der Distriktverwaltung ist die 3202 m hoch gelegene Ortschaft Jircan mit 332 Einwohnern (Stand 2017). Jircan befindet sich 35 km nordnordöstlich der Provinzhauptstadt Llata.

## Geographische Lage
Der Distrikt Jircan liegt in der peruanischen Zentralkordillere im Nordosten der Provinz Huamalíes. Entlang der westlichen Distriktgrenze strömt der Río Marañón nach Norden. Ein Großteil des Areals liegt im Einzugsgebiet des Río Monzón und wird nach Osten zum Río Huallaga entwässert.
Der Distrikt Jircan grenzt im Westen an den Distrikt Rapayán (Provinz Huari), im Nordwesten an den Distrikt Arancay, im Nordosten an den Distrikt Cochabamba (Provinz Huacaybamba), im Südosten an den Distrikt Monzón sowie im Südwesten an den Distrikt Tantamayo.

## Ortschaften
Im Distrikt gibt es neben dem Hauptort folgende größere Ortschaften:
- Chapacara
- Chequias
- Huancash
- Urpish